# Dolenja Dobrava, Trebnje
Dolenja Dobrava je naselje v občini Trebnje.
Dolenja Dobrava je gručasta vas vzhodno od Trebnjega, pod vasjo je Dobravski potok, ki izvira severovzhodno od vasi in ponikne pri bližnjem Jezeru, k vasi pa spadata tudi zaselka Studenci in Pri Japetu.  Njive so v Snakošah, Pri cesti, Na lazu in Na rebri, ob Dobravskem potoku se razprostirajo travniki, na jugovzhodni strani pa so gozdovi Bukovica in Pri Studencih. Okoli hiš raste sadno drevje, ki pa zaradi pogoste inverzije rado pozebe, v bližini vasi pa so tudi ostanki rimskega poslopja z mozaikom.